# Un castello di inganni
 Un castello di inganni (Believing the Lie) è un romanzo giallo-thriller della scrittrice statunitense Elizabeth George, pubblicato nel 2012.
Il libro è stato tradotto in circa dieci lingue; in italiano è apparso per la prima volta nel 2012.

## Trama[1][3][4]
Il ricco Bernard Fairclough non è convinto che la morte del nipote Ian Cresswell, annegato nelle acque del lago Windermere nei pressi della sua tenuta, sia dovuta ad un incidente, come dimostrerebbero le prime perizie. Fairclough, amico del sovrintendente Hillier di Scotland Yard, chiede a quest'ultimo di inviare in Cumbria, in via del tutto informale, l'ispettore Lynley, in modo da chiarire il caso in modo definitivo.
Tra gli indiziati, figurano l'ex-moglie di Cresswell e Nicholas Fairclough, figlio di Ben Fairclough.
Il contesto in cui Lynley e i suoi amici Simon e Deborah St James si trovano ad indagare è tutt'altro che idilliaco: una delle due figlie di Bernard Fairclough è una falsa invalida, mentre Nicholas è un ex-tossicodipendente. La vittima viveva assieme al proprio compagno e ai figli avuti dall'ex-moglie, tutt'altro che contenti della situazione.

## Edizioni italiane
- Un castello di inganni, romanzo, traduzione di M. Cristina Pietri, Longanesi, Milano 2012; Milano, Mondolibri, 2012; Milano, TEA, 2014-2022, ISBN 978-88-502-6460-5; Milano, Superpocket, 2016.
- Un castello di inganni, legge: P. Simontacchi, Modena, 2014.